# Песики на варті
Песики на варті — американський комедійний сімейний фільм 2021 року. Режисер Алекс Меркін; сценарист Брендон Берроуз, Кейсі Деваргас. Продюсери Брендон Берроуз та Кортні Лорен Пенн.

## Про фільм
Поки Роберт на гірськолижному курорті, його сусід робить замах на останній винахід ученого. Він замовляє пограбування у невдах злодіїв, але сусідські собаки збираються разом для захисту будинку Роберта. Команда песиків озброюється Робертовими гаджетами, щоб вступити в протистояння зі злодіями.

## У ролях

### Собаки, озвучення
| Актор                | Роль    |
| -------------------- | ------- |
| Джеррі О'Коннелл     | Чарлі   |
| Дженніфер Лав Г'юїтт | Гіджет  |
| Роб Шнайдер          | Хосе    |
| Денні Трехо          | Вінні П |
| Малкольм Макдавелл   | Олівер  |

### Люди
| Актор            | Роль   |
| ---------------- | ------ |
| Кіт Девід        | бармен |
| Дольф Лундгрен   | Віктор |
| Ніколас Туртурро | Бенні  |
| Сара Ліндсі      | Голлі  |
| Стеліо Саванте   | Ленні  |
| Ерік Робертс     | Білл   |